# Gignac, Hérault
Gignac (occitanska: Ginhac) är en kommun i departementet Hérault i regionen Occitanien i södra Frankrike. Kommunen ligger i kantonen Gignac som tillhör arrondissementet Lodève. År 2022 hade Gignac 6 713 invånare.

## Befolkningsutveckling
Antalet invånare i kommunen Gignac
Referens:INSEE